# Deilephila suellus
Deilephila (Choerocampa) suellus ist ein Schmetterling (Nachtfalter) aus der Familie der Schwärmer (Sphingidae). Der taxonomische Status ist nicht unumstritten. Während Pittaway (1993:160) die Art mit Deilephila porcellus synonymisiert, räumen ihr (Danner, Eitschberger & Surholt, 1998:328), Artrang ein, und begründen dies mit den phaenotypischen, morphologischen und biologischen Unterschieden, sowie dem gänzlich unterschiedlichen Verbreitungsmuster der Art und deren Unterarten. Diese Beurteilung begründet sich auf annähernd 700 untersuchten Exemplaren und ist im Buch „Die Schwärmer der westlichen Paläarktis, Herbipoliana Band 4/1 & 4/2“ hinreichend dokumentiert.

## Merkmale
Die Falter unterscheiden sich auf Grund des dunkleren Phänotyps, bei dem die sonst typischen rosaroten Schuppen an Flügeln und Körper meist nur schwach ausgeprägt sind oder gänzlich fehlen, deutlich vom Kleinen Weinschwärmer (Deilephila porcellus) und anderen Deilephila Arten. Da der Kleine Weinschwärmer in seltenen Fällen, und unter bestimmten Umweltbedingungen (Wärme und Tageslichtlängen) – siehe Pittaway (1993:160) – ähnlich aussehende Falter hervorbringen kann, kam und kommt es immer wieder zu Diskussionen den Artrang betreffend. Die von Danner, Eitschberger & Surholt abgebildeten Unterschiede vor allem der Genitalarmaturen, legen den Schluss nahe, dass es sich bei D. suellus tatsächlich um ein eigenständiges Taxon handelt. Zahlreiche Genitalpräparate und andere elektronenmikroskopische Aufnahmen zeigen etwa, dass sich die Mikropylzone der Eier von suellus aus nur drei vollständigen Spiralen zusammensetzt, diese löst sich mit der vierten Spirale bereits auf, was bei porcellus nicht der Fall ist. Die Mikropylrosette hat 11 bzw. 12 Bogenfelder (porcellus 12 bzw. 13), und die Chorionstruktur besteht aus bedeutend mehr und dichter beieinander liegenden Buckeln als jene von D. porcellus. Deutliche Unterschiede bestehen auch in der Form der Harpe, und der weiblichen Fortpflanzungsorgane. [siehe dazu: Herbipoliana, Band 4/2, Tafeln 393, 394, 395 und 396].
Selbst der Erstbeschreiber, (Staudinger, 1878) beschreibt in der Urbeschreibung die deutlichen Unterschiede zwischen den grünlichgelben Aberrationen des Kleinen Weinschwärmers aus Mitteleuropa [ein solches Tier wird von Pittaway (1993:Tafel 13, Abb. 4) abgebildet], und den verschiedenen Unterarten von Deilephila suellus wie folgt:

„Meine grünlichgelben Aberrationen von porcellus aus Deutschland unterscheiden sich durch weniger deutliche Zeichnung, den Mangel des weissen Schulterdeckensaums, sowie der goldlackfarbenen Leibflecken und anderen Dingen doch sofort von suellus.“

Die Raupen erreichen eine Länge von ca. 70 Millimetern und ähneln denen des Mittleren Weinschwärmers und Kleinen Weinschwärmers sehr. Die Puppen sind im Vergleich zu Deilephila porcellus dunkler und kontrastreicher.

### Ähnliche Arten
- Kleiner Weinschwärmer (Deilephila porcellus)
- Mittlerer Weinschwärmer (Deilephila elpenor)

### Unterarten
- Deilephila suellus suellus (Staudinger, 1878), Nominatunterart – Türkei, Nordirak, Nordiran
- Deilephila suellus sus (O. Bang-Haas, 1927), Kirgisien, Tadschikistan, Usbekistan
- Deilephila suellus porca (Eitschberger & Zolotuhin, 1997)
- Deilephila suellus rosea (Zerny, 1933), auf den Libanon beschränkt
- Deilephila suellus kashgoulii (Ebert, 1976), südlicher Teil des Zagros-Gebirges
- Deilephila suellus sinkiangensis (Chu & Wang, 1980), China, Sinkiang
- Deilephila suellus songoricus (Eitschberger & Lukhtanov, 1996), Kasachstan, Ketmengebirge

## Verbreitung
Die Tiere kommen vorwiegend von der Türkei ostwärts bis nach China und Japan vor. Eine Überschneidung der einzelnen Habitate der Unterarten kommt nur sehr selten und hier im Bereich des Nahen Ostens vor. Ansonsten bilden zumeist natürliche Barrieren wie Gebirge eine natürliche Abgrenzung.

## Lebensweise
Die Falter sind dämmerungs- und nachtaktiv und lassen sich leicht durch Licht anlocken. Sie saugen aber auch an austretendem Baumsaft oder alkoholischen Schmetterlingsködern, die an Baumstämmen ausgebracht werden.

### Flug- und Raupenzeiten
Die univoltin lebenden Falter fliegen je nach Höhenlage und Habitat von Mai bis Juni. Die Unterarten abhängig vom Verbreitungsgebiet in ein bis zwei Generationen von April bis Ende September.

### Nahrung der Raupen
Die Raupen ernähren sich von Labkräutern (Galium sp.).